# Cnodalomyia catarinensis
Cnodalomyia catarinensis är en tvåvingeart som beskrevs av Lamas och Gabriela Bastos Mellinger 2008. Cnodalomyia catarinensis ingår i släktet Cnodalomyia och familjen rovflugor. Inga underarter finns listade i Catalogue of Life.